# Хиренко Лев Федорович
Ле́в Фе́дорович Хире́нко (17 лютого 1905 , Березнегувате, Херсонський повіт, Херсонська губернія, Російська імперія  — 1983 , Херсон ) — український радянський діяч, бригадира тракторної бригади і комбайнер Березнегуватської МТС. Депутат Верховної Ради УРСР 1-го скликання (1938–1947).

## Біографія
Народився 17 лютого 1905 року в багатодітній родині селянина-бідняка у селі Березнегувате, тепер смт Березнегувате Березнегуватський район, Миколаївська область, Україна. Закінчив п'ять класів сільської школи. З 1921 по 1925 рік пас худобу, наймитував у заможних селян.
У 1925–1926 роках — ремонтний робітник залізничної станції Березнегувате залізниці Мерефа-Херсон. З 1926 по 1928 рік працював у власному сільському господарстві.
У 1929 році вступив до колгоспу «Квіти Жовтня» (потім — «Комунар»). Того ж року закінчив курси трактористів. До 1932 року працював трактористом і помічником бригадира тракторної бригади. З 1932 по 1933 рік — ремонтник-слюсар роз'їзної майстерні при Березнегуватській машинно-тракторній станції.
У 1933 році навчався на курсах механіків по комбайнах при Запорізькому комбайновому заводі.
У 1933–1935 роках — дільничний (роз'їзний) механік Березнегуватської машинно-тракторної станції (МТС) на Миколаївщині.
З 1935 по 1938 рік — бригадир тракторної бригади № 18 і комбайнер-механік Березнегуватської МТС. З вересня 1938 по травень 1939 року — старший механік Березнегуватської МТС Миколаївської області. За час роботи в МТС підготував і перепідготував 133 трактористів і 33 комбайнерів; виробіток на трактор ХТЗ у бригаді Хіренка складав 950 гектарів.
26 червня 1938 року обраний депутатом Верховної Ради УРСР 1-го скликання по Велико-Олександрівській виборчій окрузі № 133 Миколаївської області.
У травні — вересні 1939 року — директор Висунської машинно-тракторної станції (МТС) Миколаївської області.
Член ВКП(б) з 1939 року.
У вересні 1939 — вересні 1940 року — слухач однорічних курсів при сільськогосподарській академії імені Артема в Харкові.
У вересні 1940 — серпні 1941 року — директор машинно-тракторної станції (МТС) у Казанківському районі Миколаївської області.
Під час німецько-радянської війни евакуйований до Сталінської області, де працював директором МТС у Сніжнянському районі. Потім був евакуйований разом із машинно-тракторною станцією до Морозовського району Ростовської області, а звідти — до Новоузенського району Саратовської області. У 1943 році повернувся в Українську РСР.
У травні — червні 1943 року працював на конезаводі № 61 імені Ворошилова Біловодського району Ворошиловградської області.
З 1943 по квітень 1944 року — директор Новосвітлівської машинно-тракторної станції (МТС) Ворошиловградської області.
З 1944 року — начальник виробничо-територіального управління Херсонського обласного земельного відділу.
Потім — на пенсії.
Помер у 1983 році, похований в Херсоні.
У Херсонському обласному краєзнавчому музеї знаходився стенд, присвячений Хиренко Л.Ф. та зберігалася нагорода орден Трудового Червоного Прапора. Під час російської окупації Херсона в 2022 році краєзнавчий музей був пограбований, всі експонати вивезені.

## Нагороди
- орден Трудового Червоного Прапора (7.02.1939)